# Bagnet wz. 28
Bagnet karabinowy wzór 28, później nazwa zmieniona na wzór 29 – krótki bagnet polskiej konstrukcji przeznaczony do produkowanych w Polsce karabinków: wz. 29 oraz do Mauser wz. 98. Bagnety produkowane były przez dwa przedsiębiorstwa - Fabrykę Towarzystwa Motorów „Perkun” w Warszawie oraz Fabrykę Broni w Radomiu. Bagnet wz. 28 produkowany był w dwóch wersjach - z osłoną ogniową okładek i bez osłony. Wytwarzany dla użytku bieżącego jednostek oraz dla zapasów mobilizacyjnych. W roku 1933, zgodnie z Dziennikiem Rozkazów Nr 7/33 pkt. 101 wprowadzono nowe nazewnictwo bagnetu, które od tej pory określano jako wz.29. Uważany za jeden z najpopularniejszych bagnetów Wojska Polskiego okresu międzywojennego.

## Budowa
W porównaniu do swojego poprzednika, bagnetu wzór 1924, bagnet karabinowy wzór 1928 miał delikatnie zmodyfikowaną konstrukcję. O ile ogólna charakterystyka konstrukcji nie zmieniła się, o tyle postanowiono dodać do jednego mocowania, jakim była prowadnica rękojeści drugie - pierścień jelca, przez co uzyskano solidne, podwójne osadzenie bagnetu na lufie karabinu.
Wzór 1928 (wz.29), tak jak wzór 1924, był bagnetem o głowni jednosiecznej z dwustronnym wklęsłym zbroczem, pióro symetryczne jednosieczne. W wersji z osłoną przeciwogniową, zachodziła ona na tył głowicy. Na rękojeści drewniane okładki, które mocowano do trzonu dwiema śrubami z nakrętkami. Zatrzask w głowicy, ze sprężyną spiralną. Mocowanie do karabinu odbywało się za pomocą prowadnicy głowicy rękojeści oraz pierścienia jelca. Głownia bagnetu polerowana. Głowica lutowana do trzonu i nitowana dwoma nitami. W rękojeści znajdował się otwór na wycior z otworami drenażowymi, wykonany poprzez nacięcia okładek i osłony ogniowej). Pochwa stalowa taka sama jak w przypadku bagnetu wz. 24.

### Różnice pomiędzy bagnetami produkowanymi w Radomiu i Warszawie
Bagnety produkowane w poszczególnym fabrykach ogólnie nie różniły się zbyt bardzo od siebie. Najbardziej zauważalnymi różnicami jakie występowały pomiędzy poszczególnymi bagnetami była szersza głownia oraz szersze zbrocze bagnetów pochodzących z Radomia. Zmianom poddano także konstrukcję pochwy bagnetu.
Poza tym różniły się także oznakowaniem. Bagnety wytwarzane przez firmę „Perkun” były opatrzone podobną sygnaturą jak bagnet wzór 1924, który produkowany był tam wcześniej. Natomiast na progu przedniego płazu głowni radomskich bagnetów znajdowały się wybite litery F.B., nazwa Radom oraz stemple odbioru. Na progu tylnego płazu głowni wybijano litery W.P. oraz orła w koronie, który znajdował się ponad nimi. Wyjątek stanowiły bagnety przeznaczone dla rezerwy mobilizacyjnej, gdzie pod orłem w koronie zamiast liter W.P. wybijana była data produkcji danego bagnetu.

Jednak najbardziej charakterystyczną cechą bagnetów z Radomia było niezwykle bogate stemplowanie. Podczas procesu produkcji, jak i po jego zakończeniu wyroby pochodzące z Fabryki Broni poddawane były licznym oraz surowym kontrolom jakościowym i technicznym. Świadczą o tym pokaźne ilości różnego kształtu stempli. Oprócz standardowych cyfr i liter, można znaleźć na nich na przykład strzałki, słoneczka, paragrafy a nawet chorągiewki.